# Surdimientu
El Surdimientu (nombre asturiano que significa Surgimiento) es una época de renacimiento de la cultura en lengua asturiana. La aparición de Conceyu Bable en la Asturias de 1974, el movimiento pro-lengua que al término de la dictadura y durante toda la transición se vive en Asturias y de manera muy especial en el ámbito universitario, así como el surgimiento en los años setenta del Nuevu Canciu Astur (en castellano Nuevo Cántico Asturiano) propicia una etapa de apogeo y de rupturismo total, que iguala en número de autores a los que están escribiendo con todos los que habían escrito anteriormente. Renovando temas por completo, tocando la política, el amor, el erotismo en la poesía, y adquiriendo gran relevancia la novela y los cuentos así como ampliándos de manera notable el volumen de las traducciones de otras lenguas. 
En lo que se refiere a literatura, la riqueza de este movimiento es tal que el número de sus escritores en activo iguala en número a todos sus predecesores desde el siglo XVII. De este modo, con el fin de ordenar la enorme producción y el gran número de autores, como también el periodo de su desarrollo, los crícos hablan de tres periodos:

## El primerSurdimientu
Se situarían sus comienzos en 1974-1976 con la creación de Conceyu Bable y acabaría hacia 1988, con la publicación del manifiesto titulado ""la Asturias pensante y sensata" por parte del grupo reaccionario Amigos de los Bables, que supone el fin de la primera fase de desarrollo de la cultura y la llingua asturianas.
Son nombres del primer surdimientu, que destacan en primer término en poesía, los de Manuel Asur, Xuan Xosé Sánchez Vicente, Teresa González o Andrés Solar. En prosa surgen Miguel Solís Santos, Vicente García Oliva y Carlos Rubiera.

## ElSegundu Surdimientu
El segundo surdimientu podría nacer hacia 1988 y tendría como característica principal el cambio de temática de la literatura. Desde finales de los ochenta, quienes escriben lo hacen, por lo general, desde una perspectiva apolítica, apartada de los temas sociales o políticos, entrando en lo que muchos denominan la "madurez de la literatura asturiana". 
Otros autores prefieren hablar de segunda promoción del surdimientu o de xeneración de los noventa. Hasta que no pase un tiempo prudencial no se dispondrá de una etiqueta clara.
Estos autores se caracterizan por buscar una ruptura con el realismo social y el verso comprometido que buscaba hacer patria de la promoción anterior, potenciando la renovación del lenguaje poético y una nueva búsqueda de tramas narrativas, ampliando los horizontes temáticos y expresivos. Es una promoción muy literaria, culta y cosmopolita, que se encuentra actualmente en su madurez literaria y vital.
En el ámbito de la poesía, Xuan Bello y Berta Piñán son los principales representantes de este grupo, que podría encuadrarse en la corriente de la poesía de la experiencia. Son nombres claves también en poesía los de Lourdes Álvarez García, Aurelio González Ovies, Esther Prieto, Pablo Antón Marín Estrada y Antón García. Los poemarios más significativos son La vida perdida, de Xuan Bello, Un mes, de Berta Piñán y La mirada aliella, de Antón García.
Aunque los críticos colocan sus principales logros en la poesía, esta segunda promoción del Surdimientu significa también el reconocimiento de la narrativa, en la que destacan los nombres del citado Xuan Bello, Adolfo Camilo Díaz, Ismael González Arias, Milio Rodríguez Cueto, Pablo Antón Marín Estrada, Miguel Rojo y Xandru Fernández. Las novelas más significativas son Hestoria universal de Paniceiros, de Xuan Bello, En busca de Xovellanos, de Ismael González Arias, Imago, de Adolfo Camilo Díaz, La ciudá encarnada, de Pablo Antón Marín Estrada, La banda sonora del paraísu, de Xandru Fernández y Potestas, de Xulio Arbesú..

## La superación del Surdimientu o Post-Surdimientu
El surdimientu, como etapa literaria, aún goza de una enorme vitalidad en Asturias, por más que aparezcan algunas iniciativas para romper con todo lo anterior y crear proyectos de nueva generación. 
Entre éstas, destacan las revistas literarias Reciella Mallory y Formientu, que vinieron a romper la rancia hegemonía de las revistas academicistas. También destaca la antología "Via de Serviciu", del año 2007, que agrupa a algunos de los más destacados de los nuevos narradores.
De esta generación, aún muy joven, y sin tiempo suficiente para poder evaluar sus características comienzan a hacerse notar los nombres de Quique Faes, Pablo Rodríguez Medina, Ana Vanessa Gutiérrez, Ignaciu Varillas, Pablo Texón, y en un tono más político o inconformista Pablo M. Testa.